# 이타쿠라 가쓰미

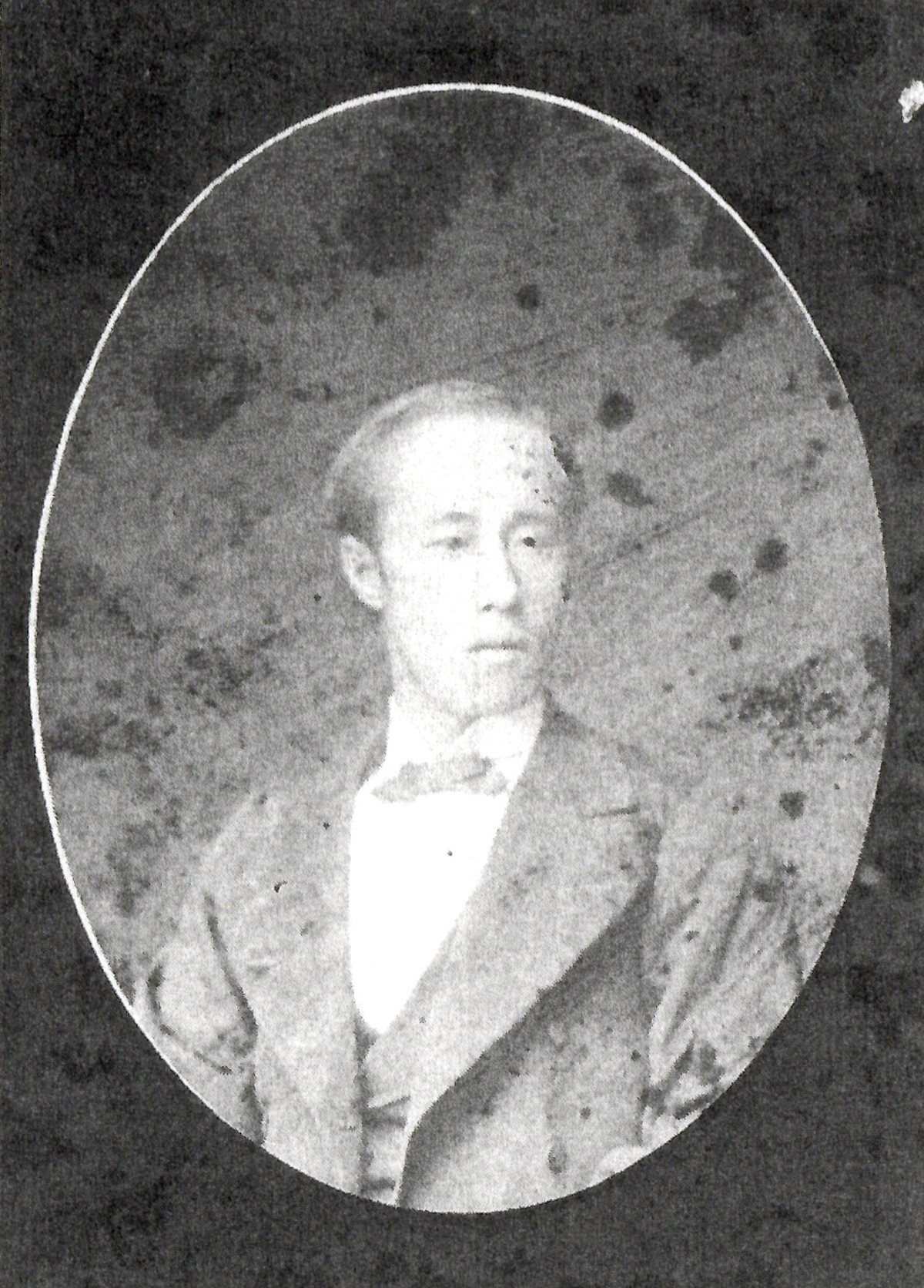
이타쿠라 가쓰미

이타쿠라 가쓰미(일본어: 板倉勝己, 1851년 4월 22일 ~ 1924년 11월 20일)는 일본 에도 시대의 다이묘로, 후쿠시마번의 11대 번주이다. 가쓰히사(勝尚)라고도 한다. 관위는 종5위하, 가이노카미이다. 시게마사 류 이타쿠라 가(重昌流板倉家) 제14대 당주.
가에이 4년(1851년), 선대 번주 이타쿠라 가쓰아키의 맏아들로 태어났다. 게이오 2년(1866년), 아버지가 은거하면서 번주직을 계승하였다. 막부로부터 에도 시내의 단속 임무를 명령받았다. 게이오 4년(1868년)에 영지로 돌아왔을 때 영내에는 근왕론이 일어나고 있었다. 이에 오우 진무총독 참모인 소장 다이고 다다유키가 후쿠시마 성에 입성하여 오우 군사국을 설치하였고, 그 후 가쓰미와 아버지 가쓰아키는 항복하고 시내에서 근신하였다. 메이지 원년, 이타카기 가쓰사다(이타쿠라 가쓰나가의 둘째 아들)의 맏아들 이타쿠라 가쓰사토를 양자로 삼아 번주직을 물려주고 은거하였다. 다이쇼 13년(1924년)에 사망하였다.
| 전임 이타쿠라 가쓰아키 | 제11대 후쿠시마번 번주 (이타쿠라 가문) 1866년 ~ 1868년 | 후임 이타쿠라 가쓰사토 |